# Kort Rotterdams
Kort Rotterdams is een jaarlijks schrijfproject waarbij leerlingen uit havo- en vwo-scholen in de Nederlandse stad Rotterdam een verhaal schrijven onder begeleiding van Rotterdamse schrijvers. De verhalen worden geschreven bij foto’s van Rotterdamse fotografen.

## Geschiedenis
De eerste editie van stadsexpositie De Kracht van Rotterdam vond plaats in 2012.
Geselecteerde professionele fotografen tussen 25 en 35 jaar uit Rotterdam maakten foto’s in verschillende stadsdelen. De foto’s werden verspreid door de stad tentoongesteld op openbare plekken. Doel was om een veelzijdiger beeld van het stadsleven te laten zien dan gewoonlijk getoond wordt.
Auteur Sanneke van Hassel schreef in 2014 de verhalenbundel Hier blijf ik, met korte verhalen bij foto’s uit de eerste editie van de Kracht van Rotterdam. Vervolgens organiseerde De Kracht van Rotterdam met Van Hassel en andere Rotterdamse auteurs schrijflessen op Rotterdamse havo’s en vwo’s, waarbij leerlingen verhalen schrijven bij beelden uit de jaarlijkse exposities. Dit schrijfproject is vanaf 2017 verder door Passionate Bulkboek ontwikkeld onder de naam Kort Rotterdams en werd tot 2019 elk schooljaar georganiseerd, parallel met de jaarlijkse exposities van De Kracht van Rotterdam.
Sinds 2021 is Kort Rotterdams een project van Stichting De Schrijfschool.

## Het schrijfproject
Bij Kort Rotterdams schrijven leerlingen uit de bovenbouw op Rotterdamse havo- en vwo-scholen hun eigen korte verhaal, gebaseerd op een foto van een Rotterdamse fotograaf. De leerlingen krijgen hierbij begeleiding van de Rotterdamse auteurs Sanneke van Hassel, Bianca Boer, Marco Martens, Michiel Cox en Edwin de Voigt door middel van gastlessen en feedback op de verhalen van de leerlingen. De verhalen worden gepubliceerd in boekvorm. Daarnaast sluit Kort Rotterdams aan bij de tweejaarlijkse Dag van de Literatuur in De Doelen (in 2017, in 2019 en in 2022).